# Libice
Libice je malá vesnice, část obce Rybníky v okrese Příbram ve Středočeském kraji. Nachází se asi 1,5 kilometru jižně od Rybníků. Je zde evidováno 22 adres. V roce 2011 zde trvale žilo 52 obyvatel.
Libice je také název katastrálního území o rozloze 1,78 km².

## Historie
První písemná zmínka o vesnici pochází z roku 1603.

## Obyvatelstvo
| Rok            | 1869 | 1880 | 1890 | 1900 | 1910 | 1921 | 1930 | 1950 | 1961 | 1970 | 1980 | 1991 | 2001 | 2011 | 2021 |
| -------------- | ---- | ---- | ---- | ---- | ---- | ---- | ---- | ---- | ---- | ---- | ---- | ---- | ---- | ---- | ---- |
| Počet obyvatel | 100  | 104  | 98   | 91   | 102  | 99   | 88   | 63   | 64   | 54   | 57   | 41   | 49   | 52   | 54   |
| Počet domů     | 18   | 18   | 18   | 18   | 18   | 18   | 18   | 15   | 15   | 15   | 14   | 19   | 19   | 22   | 23   |

## Obecní správa
Při sčítání lidu v letech 1850–1929 Libice byla osadou obce Drhovy v okrese Příbram. V letech 1930–1987 byla osadou obce Rybníky, se kterým patřila nejprve do okresu Příbram, ale v roce 1950 v okrese Dobříš a od roku 1960 opět v okrese Příbram. Od 1. ledna 1988 do 31. prosince 1991 byla částí města Dobříš v okrese Příbram. Od 1. ledna 1992 je opět částí obce Rybníky v okrese Příbram.

## Pamětihodnosti

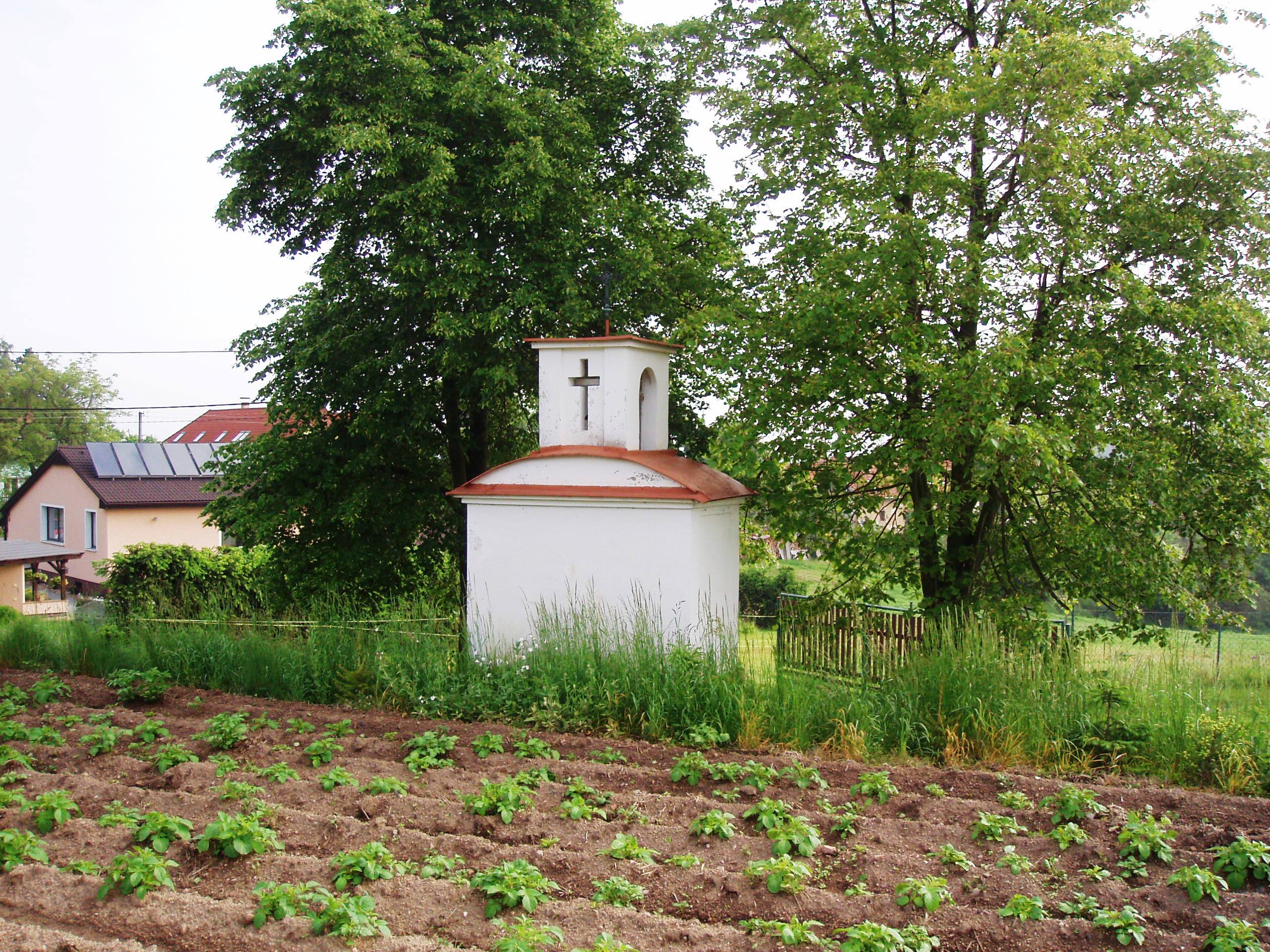
Kaple v Libici z roku 1927

- Kaple z roku 1927
- Kříž